# Мироносицкая улица (Харьков)
Мироносицкая улица (улица Равенства и Братства в 1921—1930-х гг., улица Дзержинского в 1930-х — 1993 гг.) — одна из центральных улиц Харькова, расположенная между Сумской и Пушкинской улицами. Мироносицкая начинается от улицы Жён Мироносиц и, продолжая направление улицы Гоголя, сливается с улицей Чернышевской у площади 1-го Мая. Своё название эта улица получила от Мироносицкой (Крестовоздвиженской) церкви, находившейся на пересечении улиц Сумской и Скрыпника (была разрушена в 1930 году).

## Памятники архитектуры

### Дом Наркомата труда
Дом 1 по Мироносицкой улице построен в 1925 (по некоторым данным, в 1916) году; первоначально в нём располагался Наркомат труда. Его железобетонные монолитные фасады с кирпичным заполнением отдалённо напоминают мотивы народного украинского зодчества. После 1934 года и переведения Наркомата труда в Киев здесь располагался Харьковский областной обком партии. До вторжения России на Украину в 2022 году здесь находились экономический факультет и школа бизнеса ХНУ им. В. Каразина. 2 марта 2022 года дом был разрушен российским обстрелом вместе с находящимся напротив зданием областного управления полиции (см. ниже).

### Здание областного управления полиции и СБУ
На противоположной стороне улицы находится монументальное пятиэтажное здание. Оно было сооружено в 1962 г. для харьковского комитета государственной безопасности УССР. Позже в нём располагались областное управление полиции и Служба безопасности Украины.

### Дворец новорождённых
На углу Мироносицкой улицы, 11, и улицы Гиршмана расположен небольшой особняк в стиле неоренессанса, построенный в конце XIX в. для профессора В. П. Бузескула. Позже здесь находился Дворец новорождённых.

### Особняк Гиршмана
На противоположном углу — бывший особняк врача-офтальмолога Л. Гиршмана (архитектор И. Гинш, 1879). В последующие годы здание надстроили на два этажа.

### Здания в центральной части улицы
Далее по обеим сторонам Мироносицкой находятся здания различного назначения, выполненные в разных стилевых формах. Дом по адресу Мироносицкая, 44 (архитекторы С. Тимошенко, П. Ширшов и П. Соколов; 1912—1914), построен в стиле модерн для предпринимателя Бойко. Оригинальный облик здания, над внутренней отделкой которого работали художники С. Васильковский и Н. Самокиш, изменён последующей надстройкой. В ином стиле выполнено здание АТС на углу улиц Мироносицкой и Иванова — оно сооружено в классическом варианте конструктивизма 1920-х годов.

### Особняк профессора Михина
На углу Мироносицкой и улицы Каразина расположен особняк в стиле модерн, принадлежавший профессору клиники акушерства и женских болезней Павлу Васильевичу Михину (построен в начале XX века).

### Офтальмологическая клиника
На пересечении Мироносицкой и улицы Олеся Гончара находится здание офтальмологической клиники Л. Гиршмана, построенное в 1911—1912 гг. в стиле модерн по проекту Л. Тервена.

### Здание Женских медицинских курсов
По адресу Мироносицкая, 92 располагается здание Женских медицинских курсов (ныне — учебный корпус Технического университета сельского хозяйства), возведённое в 1914 году по проекту академика архитектуры А. Бекетова.

## Движение городского транспорта по Мироносицкой улице
- Трамвай
  - № 12 : Лесопарк — Южный вокзал — Новожаново
  - № 22 : 602-й микрорайон — Лесопарк
  - № 26 : Юго-Восточная (Плиточный завод) — Центральный парк культуры и отдыха
- Автобус:
  - № 223э : Ст. м. «Пушкинская» — Пятихатки («БАМ»)
  - № 291т : Ст. м. «Пушкинская» — ул. 23-го августа — Центральный рынок